# 손제호
손제호(1977년 8월 5일 ~ )는 대한민국의 만화가이자 소설가이다.

## 작품

### 만화
- 《노블레스》
- 《어빌리티》

### 소설
- 《비커즈》

- 《러쉬》